# Négritude
La négritude est un courant littéraire et politique, créé durant l'entre-deux-guerres, rassemblant des écrivains francophones noirs, comme Aimé Césaire, Léopold Sédar Senghor, les sœurs Paulette et Jane Nardal (considérées comme les figures inspiratrices du mouvement), Jacques Rabemananjara, Léon-Gontran Damas, Guy Tirolien, Birago Diop et René Depestre.
Lié notamment à l'anticolonialisme, le mouvement influence par la suite de nombreuses personnes proches du nationalisme noir, s'étendant bien au-delà de l'espace francophone.

## Origine

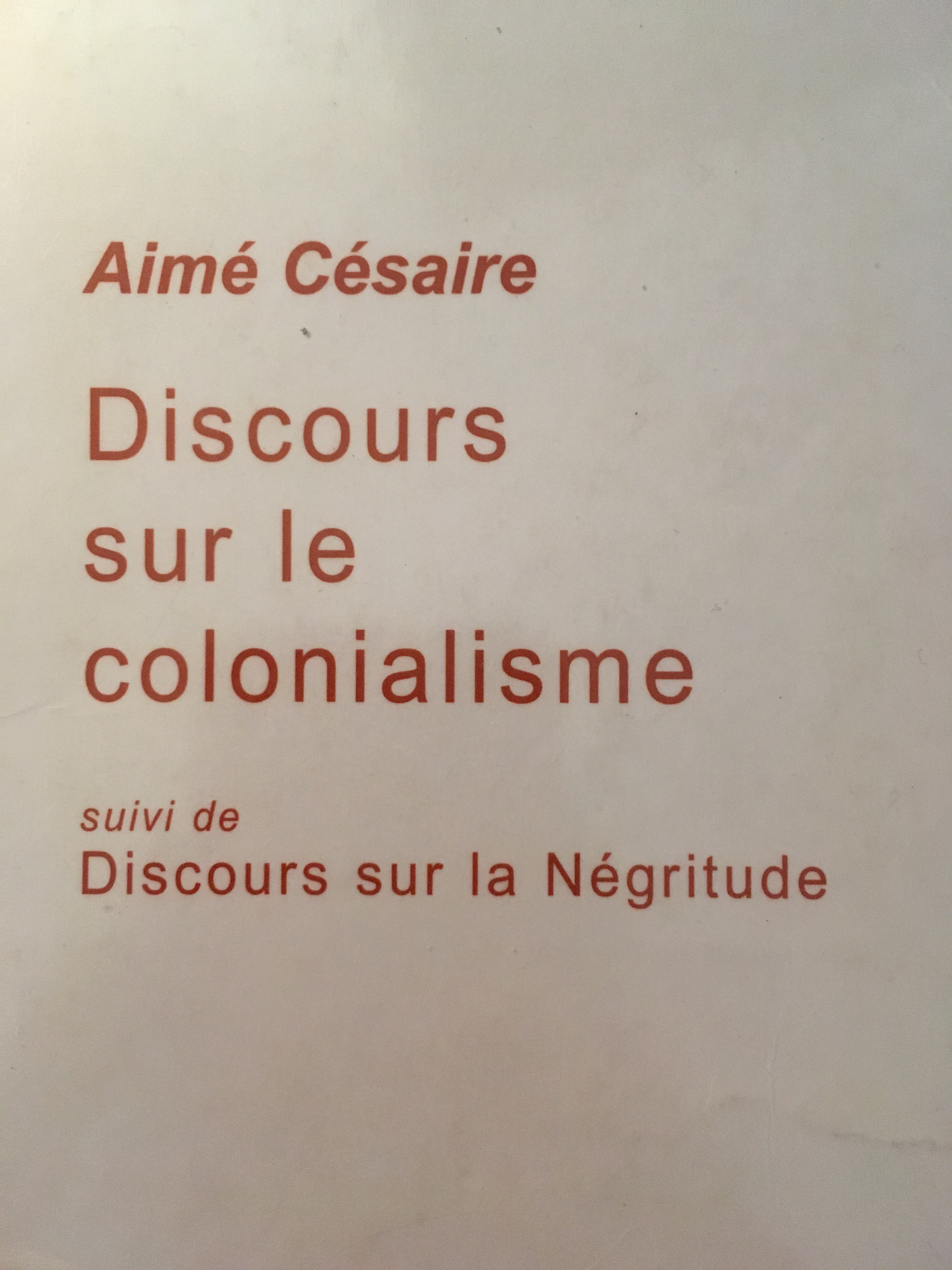
Aimé Césaire, Discours sur la négritude

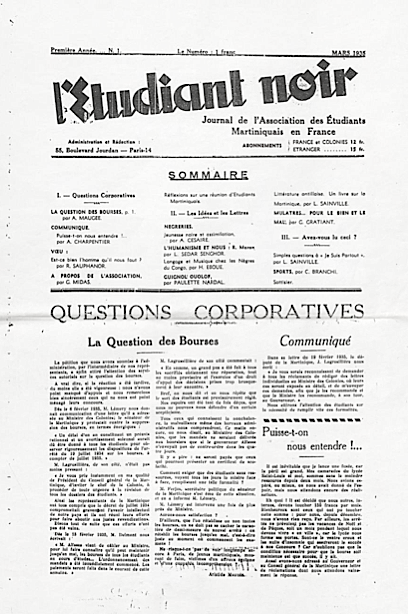
L'Etudiant noir

Dans Négritude Agonistes, Christian Filostrat publie le numéro 3 (mai - juin 1935) de L'Étudiant Noir, journal mensuel de l’Association des étudiants martiniquais en France, dans lequel Aimé Césaire a initialement forgé le terme « négritude »,. Dans la rubrique « Conscience Raciale et Révolution Sociale » de ce numéro de L'Étudiant Noir, Césaire revendique l'identité noire et sa culture, d'abord face à une « francité » perçue comme oppressante et instrument de l'administration coloniale française (Discours sur le colonialisme, Cahier d'un retour au pays natal). Césaire l'emploie de nouveau en 1939 lors de la première publication du Cahier d'un retour au pays natal. Le concept est ensuite repris par Léopold Sédar Senghor dans ses Chants d'ombre, qui l'approfondit, opposant « la raison hellène » à l'« émotion noire » :

« Nuit qui me délivres des raisons des salons des sophismes,
des pirouettes des prétextes, des haines calculées des carnages humanisés
Nuit qui fond toutes mes contradictions, toutes contradictions dans l'unité première de ta négritude. »

Auparavant, sans que le mot soit revendiqué, le sociologue et militant américain W. E. B. Du Bois avait dans son ouvrage Les Âmes du peuple noir (1903) commencé à poser les caractéristiques de la négritude à travers une vision panafricaine. Dans le creuset intellectuel, politique et artistique que constitue Harlem, le New Negro Movement (en) advient durant la Première Guerre mondiale sous l'impulsion d'un autre américain, Hubert Harrison, militant radical d'origine caraïbe, qui inspire Marcus Garvey et Alain Locke,. 
En France, la Revue du monde noir contribue à diffuser ce mouvement d'idées. Selon la spécialiste de la littérature noire Lilyan Kesteloot, c'est en juin 1932, avec la publication de Légitime défense par un groupe d'étudiants (Étienne Léro, René Ménil et d'autres militants marxistes) que la pensée de la négritude est constituée : dénonciation de la honte de soi, du mimétisme et de la dépersonnalisation, critique du capitalisme colonial, etc.. Pour Aimé Césaire, « Ce n'est pas nous qui avons inventé la négritude, elle a été inventée par tous ces écrivains de la Negro Renaissance que nous lisions en France dans les années 1930 ». René Maran, auteur de Batouala, est généralement considéré comme un précurseur de la négritude.
Claude McKay (1889-1948), poète, romancier, de langue anglaise, jamaïcain puis américain, est un inspirateur possible de la "Négritude", avec Ghetto noir (1928), Banjo (1929), etc.

## Signification selon ses auteurs
Le terme « négritude » désigne l'ensemble des caractéristiques et valeurs culturelles des peuples noirs, revendiquées comme leur étant propres, ainsi que l'appartenance à ces peuples. Il a été créé vers 1936 par les poètes et hommes politiques français Aimé Césaire (1913-2008), Léon-Gontran Damas (1912-1978) et Léopold Sédar Senghor (1906-2001) pour se placer du côté du sentiment des personnes de couleur noire et pour s'approprier la meurtrissure infligée par l'histoire.
La naissance de ce concept, et celle d'une revue, Présence africaine, qui paraît en 1947 simultanément à Dakar et à Paris, va faire l'effet d'une déflagration. Elle rassemble des Noirs de tous les horizons du monde, ainsi que des intellectuels français, notamment Sartre. Celui-ci dans Orphée noir dit alors de la négritude qu’elle est un « racisme antiraciste […] seul chemin qui puisse mener à l’abolition des différences de race ».
Pour Senghor, la négritude est « l'ensemble des valeurs culturelles de l'Afrique noire » ou encore : « La négritude est un fait, une culture. C'est l'ensemble des valeurs économiques, politiques, intellectuelles, morales, artistiques et sociales des peuples d'Afrique et des minorités noires d'Amérique, d'Asie, d'Europe et d'Océanie ».
Pour Césaire, « ce mot désigne en premier lieu le rejet. Le rejet de l'assimilation culturelle ; le rejet d'une certaine image du Noir paisible, incapable de construire une civilisation. Le culturel prime sur le politique ».

## Critiques
Par la suite, des écrivains noirs ou créoles ont critiqué ce concept, jugé trop réducteur : « Le tigre ne proclame pas sa tigritude. Il bondit sur sa proie et la dévore » (Wole Soyinka), ce à quoi Léopold Sédar Senghor répond : « Le zèbre ne peut se défaire de ses zébrures sans cesser d'être Zèbre, de même que le nègre ne peut se défaire de sa Négritude sans cesser d'être Nègre ». Les propos de Soyinka ont fait davantage de bruit que la réponse de Senghor.
Stanislas Adotevi fait une analyse sévère dans son essai Négritude et négrologues : « Souvenir dans la connivence nocturne, la négritude est l'offrande lyrique du poète à sa propre obscurité désespérément au passé ».
En 1968, Yambo Ouologuem participe à ce débat avec son ouvrage polémique Le Devoir de violence.
Il sera ainsi globalement reproché à la négritude de véhiculer une vision « négriste » de la poésie, et d'enfermer les Noirs dans un schéma réducteur.
Mais les principaux auteurs de la négritude en ont également fait un mouvement controversé de par leurs désaccords. En effet, ils n'en avaient pas tous la même vision. Selon l'écrivain guadeloupéen Daniel Maximin, la négritude ne se définit pas comme un mouvement, mais comme une génération d'intellectuels rassemblés par une même prise de conscience, tandis que Léopold Sédar Senghor la théorise comme telle. Enfin, du fait d'origines différentes (Guyane, Martinique, Sénégal), la négritude trouvant sa source dans les vécus de chacun d'eux, il s'agit de points de vue personnels, de leur propre négritude, à la fois singulière et plurielle (dépasser la révolte pour prôner la paix et la fraternité, exhorter à la révolte ou bien exprimer sa rancœur).
Dans les années 1960, Aimé Césaire estime que le mot « négritude » risque de devenir une « notion de divisions » lorsqu’il n'est pas remis dans son contexte historique des années 1930 et 1940. Il avoue aussi « ne pas aimer tous les jours le mot Négritude » en raison de sa charge douloureuse.

#### Personnalités
- Jean Price Mars (1876-1969)
- Marcus Garvey (1887-1940)
- René Maran (1887-1960)
- Lamine Senghor (1889-1927)
- Paulette Nardal (1896-1985)
- Tiemoko Garan Kouyaté (1902-1944), cofondateur de la « Ligue de défense de la race nègre » (LRDN, 1920)
- Jeanne Nardal (1902-1993)
- Birago Diop (1906-1989)
- Léopold Sédar Senghor (1906-2001)
- René Ménil (1907-2004)
- Louis-Thomas Achille (1909-1994)
- Jean-Fernand Brierre (1909-1992)
- Étienne Léro (1910-1939)
- Abdoulaye Sadji (1910-1961)
- Léon-Gontran Damas (1912-1978)
- Jacques Rabemananjara (1913-2005)
- Aimé Césaire (1913-2008)
- Suzanne Césaire (1915-1966)
- Bernard Dadié (1916-2019)
- Guy Tirolien (1917-1988)
- David Diop (1927-1960)
- Camara Laye (1928-1980)
- Lamine Diakhaté (1928-1987)
- Lilyan Kesteloot (1931-2018)
- Tchicaya U Tam'si (1931-1988)
- Mongo Beti (1932-2001)
- Stanislas Adotevi (1934-2024)
- Ina Césaire (1942-)
- Véronique Tadjo (1955-)
- Léopold Congo-Mbemba (1959-2013)
- Karfa Diallo (1971-)

### Filmographie
- Négritude : Naissance et expansion du concept, film documentaire réalisé par Nathalie Fave et Jean-Baptiste Fave, produit par Maison Africaine de la Poésie Internationale, tourné au Sénégal en 2005, 56 min (édité en DVD, premières minutes disponibles en ligne). Le film comprend des interventions d'Amadou Lamine Sall, Racine Senghor, Lilyan Kesteloot, Jean-Louis Roy, Jacqueline Lemoine, Gérard Chenêt, Victor Emmanuel Cabrita, Nafissatou Dia Diouf, Amadou Ly, Youssoufa Bâ, Raphaël Ndiaye, Alioune Badara Bèye, Hamidou Dia, Georges Courrèges, Baba Diop
- « Le concept de négritude » [vidéo], sur ina.fr, France 3, RFO (Soir 3 journal), 18 avril 2008